# ألكسندر بوبوف
ألكسندر بوبوف (الروسية: Александр Владимирович Попов) (Alexander Popov) هو لاعب أولمبي لرياضة السباحة من روسيا. شارك في الأولمبياد الصيفي في 1992–2000، وفاز بما مجموعه 9 ميداليات.

## الميداليات
| ذهب | فضة | برونز | المجموع |
| 4   | 5   | 0     | 9       |

## روابط خارجية
- ألكسندر بوبوف على موقع الاتحاد الدولي للسباحة (الإنجليزية)
- ألكسندر بوبوف على موقع SwimRankings.net (الإنجليزية)
- ألكسندر بوبوف على موقع قاعة مشاهير السباحة العالمية (الإنجليزية)
- ألكسندر بوبوف على موقع اللجنة الأولمبية الدولية (الإنجليزية)
- ألكسندر بوبوف على موقع أوليمبيديا (الإنجليزية)